# Jurys de la Mostra de Venise
Les jurys internationaux de 1932 à nos jours de la Mostra de Venise.

## Années 1930
- 1932 : le festival est non compétitif.
- 1934 : la Mostra est compétitive, mais n’avait pas de jury international.
- 1935 : Giuseppe Volpi di Misurata (président, Italie), Charles Delac (France), Ryszard Ordyński (Pologne), Fritz Scheuermann (Allemagne), Luis Villani (Hongrie), Luigi Freddi (Italie), Antonio Maraini (Italie), Filippo Sacchi (Italie), Ottavio Croze (Italie), Raffaele Calzini (Italie), Gino Damerini (Italie), Giovanni Dettori (Italie), Eugenio Giovannetti (Italie), Mario Gromo (Italie), Giacomo Paolucci de Calboli (Italie), Elio Zorzi (Italie).
- 1936 : Giuseppe Volpi di Misurata (président, Italie), Neville Keaney (Grande-Bretagne), Oswald Lehnich (Allemagne), Karl Meltzer (Allemagne), Ryszard Ordyński (Pologne), Louis Villani (Hongrie), Émile Vuillermoz (France), Luigi Freddi (Italie), Mario Gromo (Italie), Antonio Maraini (Italie), Giacomo Paulucci dè Calboli (Italie), Filippo Sacchi (Italie), Ottavio Croze (Italie).
- 1937 : Giuseppe Volpi di Misurata (président, Italie), Luigi Chiarini (Italie), Sandro De Feo (Italie), Luigi Freddi (Italie), Mario Gromo (Italie), Esodo Pratelli (Italie), René Jeanne (France), Neville Kearney (Grande-Bretagne), Oswald Lehnich (Allemagne), Karl Melzer (Allemagne), Georges Lourau (France), Ryszard Ordyński (Pologne), Louis Villani (Hongrie).
- 1938 : Giuseppe Volpi di Misurata (président, Italie), Olaf Andersson (Suède), Luigi Freddi (Italie), Antonio Maraini (Italie), Giacomo Paulucci de' Calboli (Italie), Milos Havel (Tchécoslovaquie), Neville Kearney (Grande-Bretagne), René Jeanne (France), Oswald Lehnich (Allemagne), Humberto Mauro (Brésil), Edmond Moreau (Suisse), Eitel Monaco (Italie), Ryszard Ordyński (Pologne), Alfonso Rivas Bustamante (Mexique), Harold L. Smith (États-Unis), Junzo Sato (Japon), F. L. Theron (Afrique du Sud), Carl Vincent (Belgique), Louis Villani (Hongrie).
- 1939 : Giuseppe Volpi di Misurata (président, Italie), Olaf Andersson (Suède), Luigi Bonelli (Italie), Ottavio Croze (Italie), De Obregon (Espagne), Dino Falconi (Italie), F.T. Geldenhuys (Afrique du Sud), Neville Kearney (Grande-Bretagne), Ernst Leichtenstern (Allemagne), Antonio Maraini (Italie), Ugo Ojetti (Italie), Vezio Orazi (Italie), Giovanni Paulucci dè Calboli (Italie), Junzo Stato (Japon), D.I. Suchianu (Roumanie), Zdenek Urban (Bohème-Moravie), Louis Villani (Hongrie), Carl Vincent (Belgique).

## Années 1940
- De 1940 à 1942, la Mostra ne se déroule pas à Venise. Reconnue comme « non existante ».
- De 1943 à 1945, la Mostra est suspendue à cause de la guerre.
- 1946 : Commission Internationale des journalistes (en substitution du jury) : Francesco Pasinetti (Italie), Umberto Barbaro (Italie), Gino Visentini (Italie), Francesco Callari (Italie), Vinicio Marinucci (Italie), Nikolai Gorshkov (URSS).
- 1947 : Vinicio Marinucci (président, Italie), Hugo Mauerhofer (vice-président, Suisse), Antonin Brousil (Tchécoslovaquie), Jacques Ibert (France), Fabrizio Malpiero (Danemark), Cirly Ray (Grande-Bretagne), William Karol (Mexique), Carlo Benda (Suède), Dimitri Jeriomin (URSS), Jeanne Contini (É.-U.).
- 1948 : Luigi Chiarini (président, Italie), Mario Gromo (Italie), Guido Aristarco (Italie), Alberto Consiglio (Italie), Arturo Lanocita (Italie), Vinicio Marinucci (Italie), Mario Melloni (Italie), P. Félix A. Morlion (Belgique), Giorgio Prosperi (Italie).
- 1949 : Mario Gromo (président, Italie), Ermanno Contini (Italie), Emilio Lavagnino (Italie), Giannino Marescalchi (Italie), Aldo Palazzeschi (Italie), Piero Regnoli (Italie), Gian Luigi Rondi (Italie), Gino Visentini (Italie), Cesare Zavattini (Italie)

## Années 1950
- 1950 : Mario Gromo (président, Italie), Umbro Apollonio (Italie), Antonio Baldini (Italie), Ermanno Contini (Italie), Piero Gadda Conti (Italie), Arturo Lanocita (Italie), Gian Luigi Rondi (Italie), Turi Vasile (Italie), Adone Zecchi (Italie).
- 1951 : Mario Gromo (président, Italie), Antonio Baldini (Italie), Ermanno Contini (Italie), Fabrizio Dentice (Italie), Piero Gadda Conti (Italie), Vinicio Marinucci (Italie), Gian Gaspare Napolitano (Italie), Gian Luigi Rondi (Italie), Giorgio Vigolo (Italie).
- 1952 : Mario Gromo (président, Italie), Filippo Sacchi (Italie), Antonio Falqui (Italie), Pericle Fazzini (Italie), Enzo Masetti (Italie), Sandro De Feo (Italie), Luigi Rognoni (Italie), Carlo Tabucco (Italie), Giuseppe Ungaretti (Italie).
- 1953 : Eugenio Montale (président, Italie), Gaetano Carancini (Italie), Sandro De Feo (Italie), Nino Ghelli (Italie), Gian Gaspare Napolitano (Italie), Luigi Rognoni (Italie), Antonio Petrucci (Italie).
- 1954 : Ignazio Silone (président, Italie), Bengt Idestam Almquist (Suède), Louis Chauvet (France), Carlos Fernandez Cuenca (Espagne), Roger Manvell (Grande-Bretagne), Mario Gromo (Italie), Pasquale Ojetti (Italie), Piero Regnoli (Italie), Filippo Sacchi (Italie).
- 1955 : Mario Gromo (président, Italie), Jacques Doniol-Valcroze (France), Arthur Knight (É.-U.), Roger Manvell (Grande-Bretagne), Piero Gadda Conti (Italie), Emilio Loreno (Italie), Domenico Meccoli (Italie), Carlo Ludovico Ragghianti (Italie).
- 1956 : John Grierson (président, Grande-Bretagne), André Bazin (France), G.B. Cavallaro (Italie), Friedrich Ermler (URSS), James Quinn (Grande-Bretagne), Kiyohiko Ushihara (Japon), Luchino Visconti (Italie).
- 1957 : René Clair (président, France), Vittorio Bonicelli (Italie), Penelope Houston (Grande-Bretagne), Arthur Knight (É.-U.), Miguel Pérez Ferrero (Espagne), Ivan Pyriev (URSS).
- 1958 : Jean Grémillon (président, France), Carlos Fernandez Cuenca (Espagne), Piero Gadda Conti (Italie), Hidemi Ina (Japon), Alberto Lattuada (Italie), Friedrich Luft (RFA), Sergej Vasil'ev (URSS).
- 1959 : Luigi Chiarini (président, Italie), Georges Altman (France), Serge Bondartchouk (URSS), Ralph Forte (É.-U.), Luis Gómez Mesa (Espagne), Ernst Kruger (RFA), Roger Maxwell (Grande-Bretagne), Vinicio Marinucci (Italie), Dario Zanelli (Italie).

## Années 1960
- 1960 : Marcel Achard (président, France), Peter Baker (Grande-Bretagne), Luis García Berlanga (Espagne), Sergej Bondarcuk (URSS), Louis Chauvet (France), Antonio Pagliaro (Italie), Jaime Potenze (Argentine), Mario Praz (Italie), Samuel Steinman (É.-U.), Jerzy Toeplitz (Pologne).
- 1961 : Filippo Sacchi (président, Italie), Lev Arnštam (URSS), Gian Gaspare Napolitano (Italie), Giulio Cesare Castello (Italie), Jean de Baroncelli (France), John Hubley (É.-U.), Leopoldo Torre-Nilsson (Argentine).
- 1962 : Luigi Chiarini (président, Italie), Guglielmo Biraghi (Italie), G.B. Cavallaro (Italie), Arturo Lanocita (Italie), Georges Charensol (France), Josif Cheifitz (URSS), John Houseman (É.-U.), Ronald Neame (Grande-Bretagne), Hans Schaarwechter (RFA).
- 1963 : Arturo Lanocita (président, Italie), Sergej Gerasimov (URSS), Lewis Jacobs (É.-U.), Hidemi Kon (Japon), Claude Moriac (France), Guido Aristarco (Italie), Piero Gadda Conti (Italie).
- 1964 : Mario Soldati (président, Italie), Rudolf Arnheim (É.-U.), Ove Brussendorf (Danemark), Thorold Dickinson (Grande-Bretagne), Riccardo Munož Suay (Espagne), Georges Sadoul (France), Jerzy Toeplitz (Pologne).
- 1965 : Carlo Bo (président, Italie), Lewis Jacobs (É.-U.), Nikolaj Lebedev (URSS), Jay Leyda (É.-U.), Max Lippmann (Allemagne), Edgar Morin (France), Rune Waldekranz (Suède).
- 1966 : Giorgio Bassani (président, Italie), Lindsay Anderson (Grande-Bretagne), Luboš Bartošek (Tchécoslovaquie), Michel Butor (France), Lewis Jacobs (É.-U.), Lev Kulešov (URSS), Joris Ivens (Pays-Bas).
- 1967 : Alberto Moravia (président, Italie), Carlos Fuentes (Mexique), Juan Goytisolo (Espagne), Erwin Leiser (Allemagne), Violette Morin (France), Susan Sontag (É.-U.), Rostislav Jurenev (URSS).
- 1968 : Guido Piovene (président, Italie), Jacques Doniol-Valcroze (France), Akira Iwasaki (Japon), Roger Manvell (Grande-Bretagne), István Nemeskürty (Hongrie), Vicente Antonio Pineda (Espagne), Edgar Reitz (RFA).
- 1969 : la Mostra n’est pas compétitive.

## Années 1970
De 1970 à 1979, la Mostra n’est pas compétitive.

## Années 1980
- 1980 : Suso Cecchi D'Amico (président, Italie), Youssef Chahine (Égypte), Marlen Tchouciev (URSS), Michel Ciment (France), Umberto Eco (Italie), Gillo Pontecorvo (Italie), Andrew Sarris (É.-U.), George Stevens Jr. (É.-U.), Margarethe von Trotta (RFA).
- 1981 : Italo Calvino (président, Italie), Luigi Comencini (Italie), Manoel de Oliveira (Portugal), Marie-Christine Barrault (France), Peter Bogdanovich (É.-U.), Mohammed Lakhdar-Hamina (Algérie), Jesus Fernandez Santos (Espagne), Sergueï Soloviev (URSS), Krzysztof Zanussi (Pologne).
- 1982 : Marcel Carné (président, France), Luis Garcia Berlanga (Espagne), Mario Monicelli (Italie), Gillo Pontecorvo (Italie), Valerio Zurlini (Italie), Satyajit Ray (Inde), Andreï Tarkovski (URSS).
- 1983 : Bernardo Bertolucci (président, Italie), Jack Clayton (Grande-Bretagne), Peter Handke (RFA), Leon Hirszman (Brésil), Marta Meszaros (Hongrie), Nagisa Oshima (Japon), Gleb Panfilov (URSS), Bob Rafelson (É.-U.), Ousmane Sembène (Sénégal), Mrinal Sen (Inde), Alain Tanner (Suisse), Agnès Varda (France).
- 1984 : Michelangelo Antonioni (président, Italie), Rafael Alberti (Espagne), Balthus (France), Evgenii Evtouchenko (URSS), Günter Grass (RFA), Joris Ivens (Pays-Bas), Erica Jong (É.-U.), Erland Josephson (Suède), Isaac Bashevis Singer (É.-U.), Paolo Taviani (Italie), Vittorio Taviani (Italie), Goffredo Petrassi (Italie).
- 1985 : Krzysztof Zanussi (président, Pologne), Guido Aristarco (Italie), Gaspare Barbiellini Amidei (Italie), Lino Micciché (Italie), Renzo Vespignani (Italie), Ricardo Bofill (Espagne), Frank Capra (É.-U.), Odysséas Elýtis (Grèce), Kon Ichikawa (Japon), Jean d'Ormesson (France), Eugène Ionesco (France), Elem Klimov (URSS), Zoran Mušič (Yougoslavie), John Schlesinger (Grande-Bretagne).
- 1986 : Alain Robbe-Grillet (président, France), Chantal Akerman (Belgique), Jörn Donner (Finlande), Paul Gabor (Hongrie), Roman Gubern (Espagne), Pontus Hulten (Suède), Alberto Lattuada (Italie), Nanni Moretti (Italie), Nelson Pereira Dos Santos (Brésil), El'dar Sengelaja (URSS), Fernando Solanas (Argentine), Peter Ustinov (Grande-Bretagne), Bernhard Wicki (RFA), Catherine Wyler (É.-U.).
- 1987 : Sabine Azéma (présidente, France), John Bailey (É.-U.), Anja Breien (Norvège), Beatriz Guido (Argentine), Károly Makk (Hongrie), Sergueï Soloviev (URSS), Carlo Lizzani (Italie), Vittorio Storaro (Italie), Ana Carolina Teixeira Soares (Brésil), Michael York (Grande-Bretagne), Regina Ziegler (RFA).
- 1988 : Sergio Leone (président, Italie), Maria Julia Bertotto (Argentine), Klaus Eder (RFA), Hannah Fischer, Gilbert de Goldschmidt (France), Adoor Gopalakrishnan (Inde), Lena Olin (Suède), Natalija Riazanceva (Suède), Harry Dean Stanton (É.-U.), Lina Wertmüller (Italie).
- 1989 : Andreï Smirnov (président, URSS), Nestor Almendros (Espagne), Pupi Avati (Italie), Klaus Maria Brandauer (Autriche), Urmila Gupta (Inde), Danièle Heymann (France), Eléni Karaïndrou (Grèce), John Landis (É.-U.), David Robinson (Grande-Bretagne), Xie Jin (RPC).

## Années 1990
- 1990 : Gore Vidal (président, É.-U.), María Luisa Bemberg (Argentine), Edoardo Bruno (Espagne), Alberto Lattuada (Italie), Gilles Jacob (France), Kira Mouratova (URSS), Omar Sharif (Égypte), Ula Stöckl (Allemagne), Anna-Lena Wibom (Suède).
- 1991 : Gian Luigi Rondi (président, Italie), Silvia d'Amico Bendicò (Italie), James Belushi (É.-U.), John Boorman (Grande-Bretagne), Michel Ciment (France), Moritz de Hadeln (Suisse), Naum Klejman (Moldavie), Oja Kodar (Yougoslavie), Pilar Miró (Espagne).
- 1992 : Dennis Hopper (É.-U.) et Jiří Menzel (Tchécoslovaquie) (coprésidents), Gianni Amelio (Italie), Ennio Morricone (Italie), Anne Brochet (France), Neil Jordan (Irlande), Hanif Kureishi (Grande-Bretagne), Sheila Whitaker (Grande-Bretagne), Michael Ritchie (É.-U.), Jacques Siclier (France), Fernando Solanas (Argentine).
- 1993 : Peter Weir (président, Australie), Mohamed Camara (Guinée), Pierre-Henri Deleau (France), Carla Gravina (Italie), Giuseppe Tornatore (Italie), James Ivory (Grande-Bretagne), Chen Kaige (RPC), Nelson Pereira Dos Santos (Brésil), Abdulah Sidran (Yougoslavie).
- 1994 : David Lynch (président, É.-U.), Margherita Buy (Italie), Carlo Verdone (Italie), Gaston Kaboré (Burkina Faso), Olivier Assayas (France), Uma Thurman (É.-U.), Mario Vargas Llosa (Pérou), Nagisa Oshima (Japon), David Stratton (Australie).
- 1995 : Guglielmo Biraghi (président, Italie), Jean-Pierre Jeunet (France), Abbas Kiarostami (Iran), Mario Martone (Italie), Francesca Neri (Italie), Peter Rainer (Allemagne), Mo Rothman (É.-U.), Jorge Semprún (Espagne), Margarethe von Trotta (Allemagne).
- 1996 : Roman Polanski (président, Pologne), Paul Auster (É.-U.), Anjelica Huston (É.-U.), Souleymane Cissé (Mali), Callisto Cosulich (Italie), Miriam Mafai (Italie), Mrinal Sen (Inde), Antonio Skármeta (Chili), Hülya Ucansu (Turquie).
- 1997 : Jane Campion (présidente, Nouvelle-Zélande), Ron Bass (É.-U.), Vera Belmont (France), Peter Buchka (Allemagne), Nana Djordjadze (Ukraine), Idrissa Ouedraogo (Burkina Faso), Charlotte Rampling (Grande-Bretagne), Francesco Rosi (Italie), Shinya Tsukamoto (Japon).
  - Jury international Corto-Cortissimo : Marco Bellocchio (président, Italie), Olivier Assayas (France) Clare Peploe (France).
- 1998 : Ettore Scola (président, Italie), Héctor Babenco (Argentine), Sharunas Bartas (Lituanie), Kathryn Bigelow (É.-U.), Reinhard Hauff (Allemagne), Danièle Heymann (France), Ismail Merchant (Inde), Luis Sepúlveda (Chili), Tilda Swinton (Grande-Bretagne).
  - Jury international Corto-Cortissimo : Chiara Caselli (président, Italie), Abel Ferrara (É.-U.), Georges Benayoun (Maroc).
- 1999 : Emir Kusturica (président, Bosnie-Herzégovine), Arturo Ripstein (Mexique), Marco Bellocchio (Italie), Cindy Sherman (É.-U.), Jean Douchet (France), Shozo Ichiyama (Japon), Maggie Cheung (Hong Kong), Jonathan Coe (Grande-Bretagne).
  - Jury international Corto-Cortissimo : Érick Zonca (président, France), Hilke Döring (Allemagne), Andrea Occhipinti (Italie).
  - Jury Œuvre Première : Claire Denis (présidente, France), Férid Boughedir (Tunisie), Kent Jones (É.-U.), Morando Morandini (Italie), Ferzan Ozpetek (Italie).

## Années 2000
- 2000 : Miloš Forman (président, Tchécoslovaquie), Giuseppe Bertolucci (Italie), Claude Chabrol (France), Jennifer Jason Leigh (É.-U.), Tahar Ben Jelloun (Maroc), Andreas Kilb (Allemagne), Samira Makhmalbaf (Iran).
  - Jury international Corto-Cortissimo : Georges Bollon (président, France), Giuseppe Piccioni (Italie), Nina Proll (Autriche)
  - Jury Œuvre Première : Mimmo Calopresti (président, Italie), Atom Egoyan (Canada), Bill Krohn (É.-U.), Chiara Mastroianni (Italie), Peter Mullan (Grande-Bretagne).
- 2001 : Nanni Moretti (président, Italie), Amitav Ghosh (Inde), Taylor Hackford (É.-U.), Cecilia Roth (Argentine), Jerzy Skolimowski (Pologne), Jeanne Balibar (France), Vibeke Windeløv (Danemark).
  - Cinéma du présent - Lion de l'année : Shigehiko Hasumi (président, Japon), Piera Detassis (Italie), Emanuel Levy (É.-U.), Gavin Smith (Grande-Bretagne), Michel Ciment (France).
  - Jury Œuvre Première Luigi de Laurentiis - Lion du futur : Cédric Kahn (président, France), Francesco Casetti (Italie), Jafar Panahi (Iran), Jean-Loup Passek (France), Ruth Vitale (É.-U.).
  - Jury international Corto-Cortissimo : Francesca Comencini (président, Italie), Jaques Kermabon (France), Mário Micaelo (Portugal).
- 2002 : Gong Li (présidente, Chine), Jacques Audiard (France), Evgenij Evtusenko (Russie), Ulrich Felsberg (Allemagne), László Kovács (Hongrie), Francesca Neri (Italie), Yeşim Ustaoğlu (Turquie).
  - Jury international Controcorrente - Prix S. Marco : Ghassan Abdul Khalek (président, Liban), Catherine Breillat (France), Peggy Chiao (Taiwan), Klaus Eder (Allemagne), Enrico Ghezzi (Italie).
  - Jury Œuvre Première Luigi de Laurentiis - Lion du futur : Paolo Virzì (président, Italie), Katinka Faragó (Suède), Reinhard Hauff (Allemagne), Derek Malcolm (Grande-Bretagne), Eva Zaoralova (Tchécoslovaquie).
- 2003 : Mario Monicelli (président, Italie), Stefano Accorsi (Italie), Michael Ballhaus (Allemagne), Ann Hui (Hong Kong), Pierre Jolivet (France), Monty Montgomery (É.-U.), Assumpta Serna (Espagne).
  - Jury international Controcorrente - Prix S. Marco : Laure Adler (président, France), Vito Amoruso (Italie), Samir Farid (Égypte), Rene Liu (Taiwan), Ulrich Tukur (Allemagne).
  - Jury Œuvre Première Luigi de Laurentiis - Lion du futur : Lia van Leer (président, Israël), Jannike Åhlund (Suède), Pierre-Henri Deleau (France), Stefan Kitanov (Bulgarie), Peter Scarlet (É.-U.).
- 2004 : John Boorman (président, Grande-Bretagne), Wolfgang Becker (Allemagne), Mimmo Calopresti (Italie), Scarlett Johansson (É.-U.), Spike Lee (É.-U.), Dušan Makavejev (Serbie-Montenegro), Helen Mirren (Grande-Bretagne), Pietro Scalia (Italie), Xu Feng (Taïwan).
- 2005 : Dante Ferretti (président, Italie), Amos Gitai (Israël), Emilíana Torrini (Islande), Edgar Reitz (Allemagne), Claire Denis (France), Acheng (RPC), Christine Vachon (É.-U.)
  - Jury international Corto-Cortissimo : Chema Prado (président, Espagne), Giovanna Gagliardo (Italie), Clemens Klopfenstein (Suisse)
  - Jury international Orizzonti : Mimmo Rotella (président, Italie), Isabel Coixet (Espagne), Jean-Michel Frodon (France), Valerio Mastandrea (Italie), Shinya Tsukamoto (Japon)
  - Jury international Œuvre Première - Prix de Venise : Guy Maddin (président, Canada), Isabella Ferrari (Italie), Peter Cowie (Grande-Bretagne), Ismaël Ferroukhi (France), Renata Litvinova (Russie)
- 2006 : Catherine Deneuve (présidente, France), Bigas Luna (Espagne), Paulo Branco (Portugal), Park Chan-wook (Corée du Sud), Cameron Crowe (États-Unis), Tchoulpan Khamatova (Russie), Michele Placido (Italie).
- 2007 : Zhang Yimou (président), Catherine Breillat, Jane Campion, Emanuele Crialese, Alejandro González Inárritu, Ferzan Ozpetek et Paul Verhoeven
- 2008 : Wim Wenders (président, Allemagne), John Landis (É.-U.), Valeria Golino (Italie), Johnnie To (Hong Kong), Iouri Arabov (Russie), Douglas Gordon (Grande-Bretagne), Lucrecia Martel (Argentine).
- 2009 : Ang Lee (président, Taïwan) Sandrine Bonnaire (France), Liliana Cavani (Italie), Joe Dante (É.-U.), Anurag Kashyap (Inde), Luciano Ligabue (Italie), Sergei Bodrov (Russie)

## Années 2010
- 2010 : Quentin Tarantino (président, États-Unis), Guillermo Arriaga (Mexique), Ingeborga Dapkūnaitė (Lituanie), Arnaud Desplechin (France), Danny Elfman (États-Unis), Luca Guadagnino (Italie), Gabriele Salvatores (Italie).
- 2011 : Darren Aronofsky (président, États-Unis), André Téchiné (France), Todd Haynes (États-Unis), David Byrne (Écosse), Mario Martone (Italie), Alba Rohrwacher (Italie), Eija-Liisa Ahtila (Finlande).
- 2012 : Michael Mann (président, États-Unis), Laetitia Casta (France), Matteo Garrone (Italie), Pablo Trapero (Argentine), Ursula Meier (Suisse), Samantha Morton (Royaume-Uni), Ari Folman (Israël), Peter Chan (Hong Kong), Marina Abramović (Serbie).
- 2013 : Bernardo Bertolucci (président, Italie), Andrea Arnold (Royaume-Uni), Renato Berta (Suisse - France), Carrie Fisher (États-Unis), Martina Gedeck (Allemagne), Pablo Larraín (Chili), Virginie Ledoyen (France), Ryūichi Sakamoto (Japon), Jiang Wen (Chine).
- 2014 : Alexandre Desplat (président, France), Joan Chen (Chine), Philip Gröning (Allemagne), Jessica Hausner (Autriche), Jhumpa Lahiri (États-Unis), Sandy Powell (Royaume-Uni), Tim Roth (Royaume-Uni), Elia Suleiman (Palestine), Carlo Verdone (Italie).
- 2015 : Alfonso Cuarón (président, Mexique), Emmanuel Carrère (France), Diane Kruger (Allemagne), Elizabeth Banks (États-Unis), Hou Hsiao-hsien (Taiwan), Nuri Bilge Ceylan (Turquie), Francesco Munzi (Italie), Paweł Pawlikowski (Pologne), Lynne Ramsay (Royaume-Uni).
- 2016 : Sam Mendes (président, Royaume-Uni), Gemma Arterton (Royaume-Uni), Laurie Anderson (États-Unis), Giancarlo De Cataldo (Italie), Nina Hoss (Allemagne), Chiara Mastroianni (France), Joshua Oppenheimer (Etats-Unis), Lorenzo Vigas (Venezuela), Zhao Wei (Chine).
- 2017 : Annette Bening (présidente, États-Unis), Ildikó Enyedi (Hongrie), Michel Franco (Mexique), Rebecca Hall (Royaume-Uni), Anna Mouglalis (France), David Stratton (Royaume-Uni, Australie), Jasmine Trinca (Italie), Edgar Wright (Royaume-Uni), Yonfan (Taiwan).
- 2018 : Guillermo del Toro (président, Mexique), Sylvia Chang (Taïwan), Trine Dyrholm (Danemark), Nicole Garcia (France), Paolo Genovese (Italie), Małgorzata Szumowska (Pologne), Taika Waititi (Nouvelle-Zélande), Christoph Waltz (Autriche), Naomi Watts (Royaume-Uni)
- 2019 : Lucrecia Martel (présidente, Argentine), Piers Handling (Canada), Mary Harron (Canada), Stacy Martin(Royaume-Uni / France), Rodrigo Prieto (Mexique), Shin'ya Tsukamoto (Japon), Paolo Virzì(Italie)

## Années 2020
- 2020 : Cate Blanchett (présidente, Australie), Veronika Franz (Autriche), Joanna Hogg (Royaume-Uni), Nicola Lagioia (Italie), Christian Petzold (Allemagne), Ludivine Sagnier (France) et Matt Dillon (États-Unis)
- 2021 : Bong Joon-ho (président, Corée du Sud), Saverio Costanzo (Italie), Virginie Efira (Belgique, France), Cynthia Erivo (Royaume-Uni), Sarah Gadon (Canada), Alexander Nanau (Roumanie) et Chloé Zhao (Chine)
- 2022 : Julianne Moore (présidente, États-Unis), Mariano Cohn (Argentine), Leonardo Di Costanzo (Italie), Audrey Diwan (France), Leila Hatami (Iran), Kazuo Ishiguro (Japon) et Rodrigo Sorogoyen (Espagne)
- 2023 : Damien Chazelle (président, États-Unis), Saleh Bakri (Palestine), Jane Campion (Nouvelle-Zélande), Mia Hansen-Løve (France), Gabriele Mainetti (Italie), Martin McDonagh (Royaume-Uni), Santiago Mitre (Argentine), Laura Poitras (États-Unis) et Shu Qi (Taïwan)
- 2024 : Isabelle Huppert (présidente, France), James Gray (États-Unis), Andrew Haigh (Royaume-Uni), Agnieszka Holland (Pologne), Kleber Mendonça Filho (Brésil), Abderrahmane Sissako (Mauritanie), Giuseppe Tornatore (Italie), Julia von Heinz (Allemagne) et Zhang Ziyi (Chine)
- 2025 : Alexander Payne (président, États-Unis), Stéphane Brizé (France), Maura Delpero (Italie), Cristian Mungiu (Roumanie), Mohammad Rasoulof (Iran), Fernanda Torres (Brésil) et Zhao Tao (Chine)